# 卡姆揚卡 (新敖德薩市鎮)
47°31′34″N 31°47′29″E / 47.52611°N 31.79139°E
卡姆揚卡（烏克蘭語：Кам'янка）是烏克蘭南部的村莊，由尼古拉耶夫州尼古拉耶夫區的新敖德薩市鎮負責管轄。該村始建於1796年，面積0.09平方公里，海拔高度64米，2001年人口85，人口密度每平方公里1,000人。